# Hermann Naehring
Hermann Naehring (* 19. April 1951) ist ein deutscher Perkussionist, Arrangeur und Komponist. Bekannt ist er unter anderem für die LP Sehnsucht nach Veränderung, die er 1989 als Mitglied der Band L’art de passage einspielte und die die erfolgreichste Jazz-LP der DDR wurde.

## Leben
Hermann Naehring absolvierte ein Musikstudium an der Hochschule für Musik „Hanns Eisler“ Berlin im Fach Klavier und Schlagzeug sowie ein Zusatzstudium asiatischer und afroamerikanischer Musik.
Nach einer 10-jährigen Tätigkeit als Studiomusiker im Rundfunkorchester Berlin wurde er freiberuflicher Perkussionist. Von 1973 bis 1974 war er Mitglied der Rockband Brot und Salz.
Naehring spielte in Sinfonieorchestern und in Jazzbands, komponierte für Hörspiel, Film und Theateraufführungen, etwa für das Pantomime-Ensemble des Deutschen Theaters Berlin und kooperierte mit Puppenspielern, Tänzern und Chansonsängern. Er spielte mit Musikern wie Ernst-Ludwig Petrowsky, Hannes Zerbe, Gerhard Schöne, Jens Naumilkat, Mikis Theodorakis, Tobias Morgenstern, Albrecht Riermeier, Hans-Günther Wauer und Warnfried Altmann.
Von 1995 bis 2002 engagierte er sich für das Theater des Lachens in Frankfurt (Oder). Später leitete er dort eine private Trommelschule. Hermann Naehring wirkte an rund 40 Schallplattenproduktionen mit und erhielt zweimal den Kritikerpreis der Berliner Zeitung. Naehring lebt in Regenmantel (Falkenhagen (Mark)).

## Musik
Hermann Naehring spielt zahlreiche Perkussionsinstrumente europäischer, afrikanischer und asiatischer Herkunft. Ständige Grenzüberschreitungen zwischen den Genres und innerhalb der Musik selbst zwischen den verschiedenen Stilrichtungen, zwischen E- und U-Musik, zwischen Jazz und internationaler Folkmusik sind Bestandteil seiner Arbeit als Komponist und als Perkussionist.

## Filmografie
- 1986: Ein idealer Gatte (Studioaufzeichnung)

## Hörspielmusik
- 1982: Dieter Mucke/Eva Strittmatter/Edith Bergner/Benno Pludra: Tier-Geschichten (mit Uwe Hilprecht) – Regie: Karin Lorenz (Kinderhörspiel – Litera)
- 1985: Hans Fallada: Geschichten vom Mäuseken Wackelohr und von der gebesserten Ratte (nur Musiker) – Regie/Bearbeitung: Peter Brasch (Kinderhörspiel – Litera)
- 1986: Hans Christian Andersen: Des Kaisers neue Kleider – Regie: Dieter Scharfenberg (Kinderhörspiel – Litera)
- 1986: Volksmärchen: Petrea und die Blütenkaiserin und andere Volksmärchen aus aller Welt (auch Percussion, Piano) – Regie: Dieter Scharfenberg (Kinderhörspiel – Litera)
- 1987: Selma Lagerlöf: Der Wechselbalg – Regie: Christa Kowalski (Rundfunk der DDR)
- 1987: Andreas Scheinert: Des Teufels Triller (mit Uwe Hilprecht, auch Solomusiker) – Regie: Andreas Scheinert (Hörspiel – Litera)
- 1988: Erich Kästner: Der 35. Mai – Regie: Maritta Hübner (Kinderhörspiel – Rundfunk der DDR)
- 1989: Hans Fallada: Geschichten aus der Murkelei (Teil 1: Geschichte vom Unglückshuhn) – Regie: Angelika Perl (Kinderhörspiel – Rundfunk der DDR)
- 1989: Hans Fallada: Geschichten aus der Murkelei (Teil 2: Die gebesserte Ratte) – Regie: Angelika Perl (Kinderhörspiel – Rundfunk der DDR)
- 1989: Hans Fallada: Geschichten aus der Murkelei (Teil 3: Geschichte vom unheimlichen Besuch) – Regie: Angelika Perl (Kinderhörspiel – Rundfunk der DDR)
- 1989: Theodor Storm: Die Regentrude – Regie: Angelika Perl/Heide Schwochow (Kinderhörspiel – Rundfunk der DDR)
- 1989: Jorge Amado: Das Märchen vom gestreiften Kater und der Schwalbe Sinha – Regie: Barbara Plensat (Kinderhörspiel – Rundfunk der DDR)
- 1989: Brüder Grimm: Hänsel und Gretel (mit Wolfram Bodag, auch Percussion) – Regie: Werner Buhss (Kinderhörspiel – Litera)
- 1991: Astrid Lindgren: Ronja Räubertochter – Regie: Christa Kowalski (Kinderhörspiel – Deutschlandsender Kultur)
- 1991: Alexander Wolkow: Der Zauberer der Smaragdenstadt – Regie: Dieter Scharfenberg (Kinderhörspiel – Litera junior)
- 1991: Alexander Wolkow: Der schlaue Urfin und seine Holzsoldaten – Regie: Dieter Scharfenberg (Kinderhörspiel – Litera junior)
- 1991: Alexander Wolkow: Die sieben unterirdischen Könige – Regie: Dieter Scharfenberg (Kinderhörspiel – Litera junior)

## Diskografie
| Name                              | Bemerkung                                                                    | Jahr |
| --------------------------------- | ---------------------------------------------------------------------------- | ---- |
| Großstadtkinder                   | LP, Amiga                                                                    | 1985 |
| Sehnsucht nach Veränderung        | LP mit L’Art de Passage, Amiga                                               | 1989 |
| Double Percussion                 | mit Albrecht Riermeier, Perkussion, live im Gripstheater Berlin, Drumrecords | 1992 |
| Hörbuch Khalil Gibran Der Prophet | gelesen von Otto Sander                                                      | 1994 |
| Das andere Konzert                | mit Ines Kliesche (Drumrecords)                                              | 1995 |
| Seismogramme                      | mit Friedrich Schorlemmer, Warnfried Altmann, Hans-Günther Wauer             | 1997 |
| Kreuzwege                         | mit Warnfried Altmann und Albrecht Riermeier                                 | 2001 |
| Geflügelte Pforte                 | mit Warnfried Altmann und Claus Bantzer                                      | 2003 |
| Männertöne – Weiberworte          | mit Carmen Winter (Phonector)                                                | 2008 |
| zwei und frei                     | mit Warnfried Altmann                                                        | 2010 |

| Personendaten    | Personendaten                                    |
| ---------------- | ------------------------------------------------ |
| NAME             | Naehring, Hermann                                |
| KURZBESCHREIBUNG | deutscher Perkussionist, Arrangeur und Komponist |
| GEBURTSDATUM     | 19. April 1951                                   |